# Clermont, Oise
Clermont är en kommun i departementet Oise i regionen Hauts-de-France i norra Frankrike. Kommunen ligger i kantonen Clermont som tillhör arrondissementet Clermont. År 2022 hade Clermont 10 704 invånare.

## Befolkningsutveckling
Antalet invånare i kommunen Clermont
| Referens: INSEE |

## Galleri

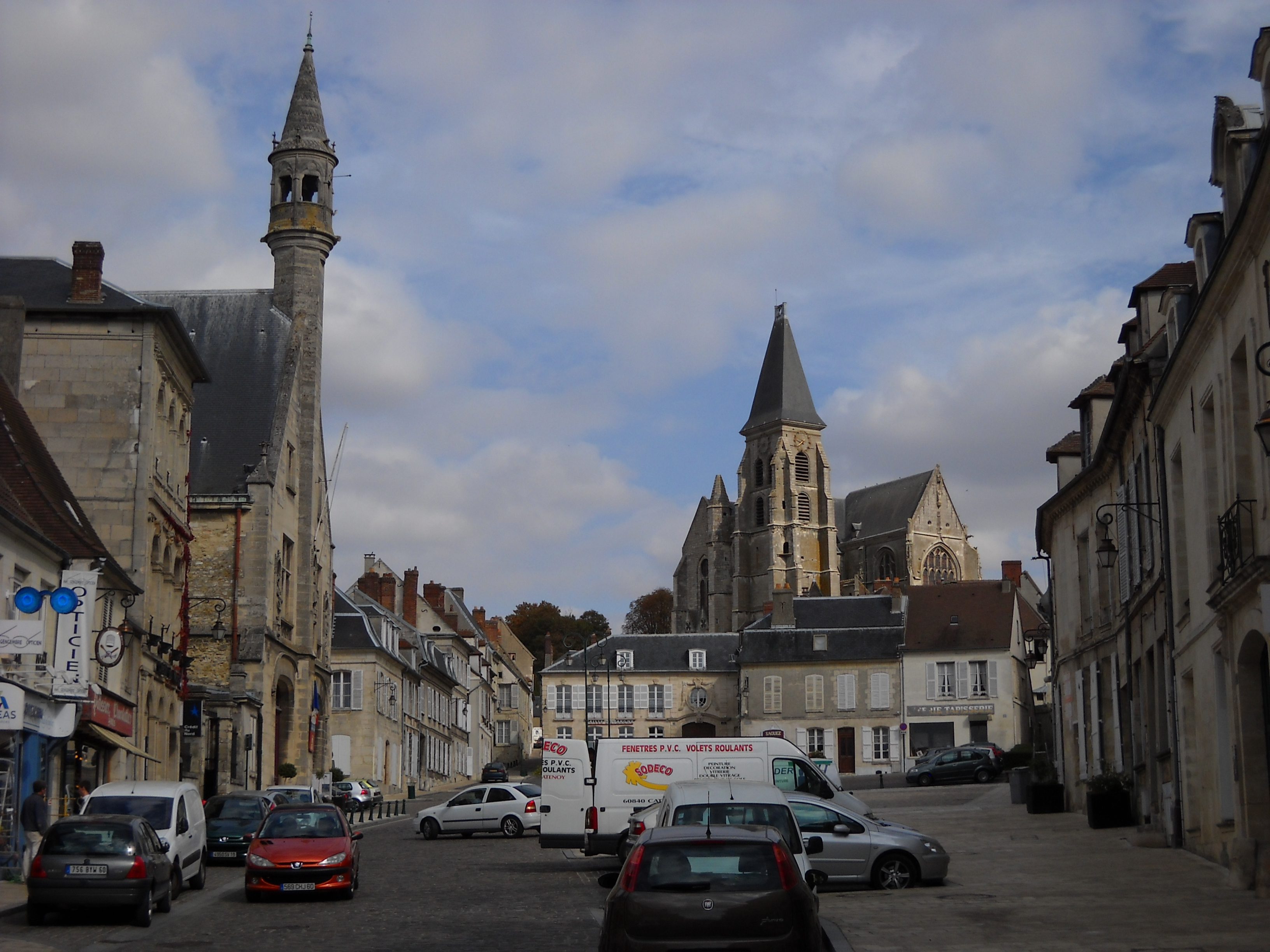
Rådhusplatsen
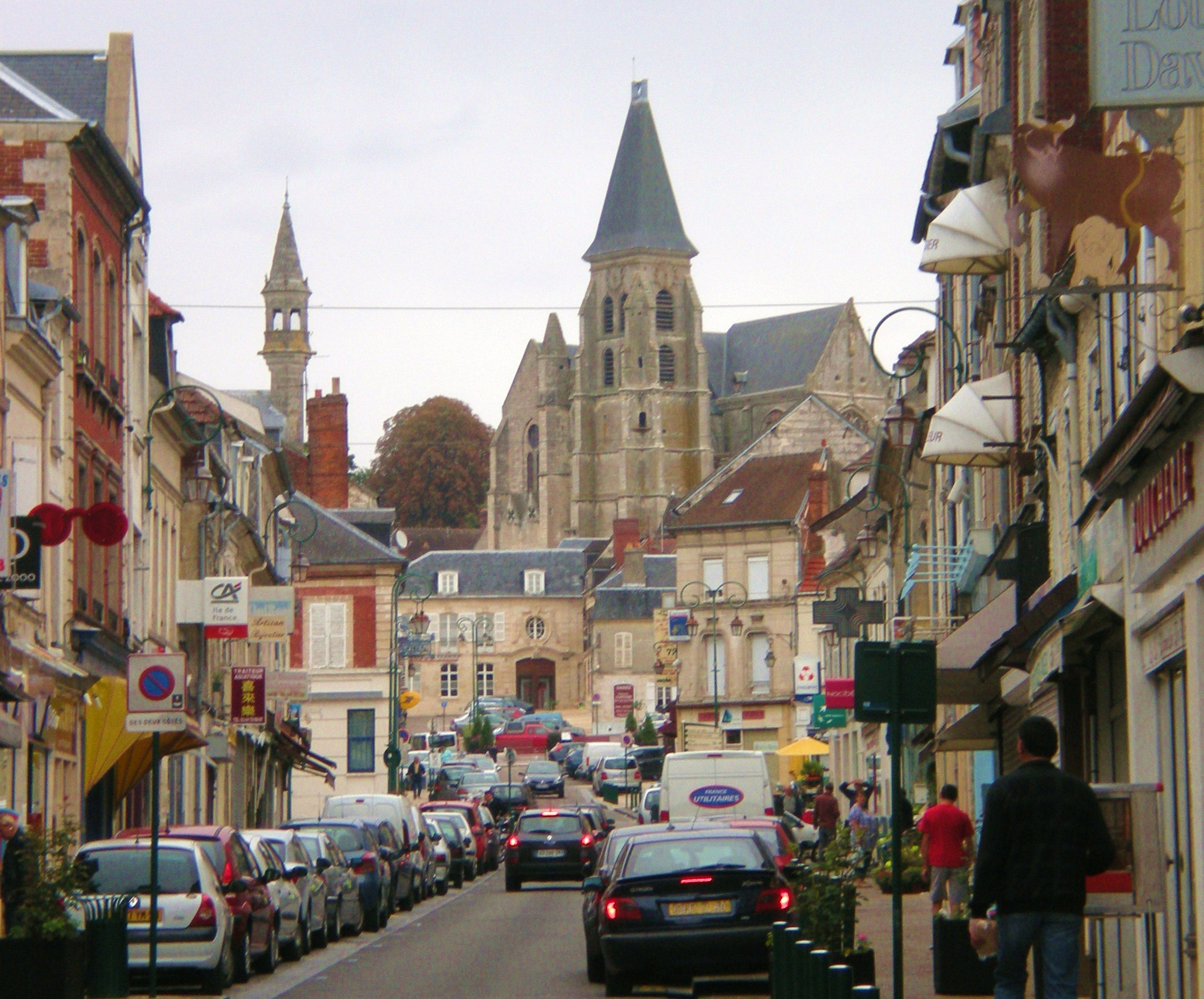
Rue de la république